# Urosaurus clarionensis
Urosaurus clarionensis (кларіонська деревна ящірка) — вид ігуаноподібних ящірок родини фриносомових (Phrynosomatidae). Ендемік Мексики.

## Поширення і екологія
Кларіонські деревні ящірки є ендеміками острова Кларіон в архіпелазі Ревільяхіхедо в Тихому океані. Вони живуть в сухих тропічних лісах.

## Збереження
МСОП класифікує цей вид як вразливий. Urosaurus clarionensis загрожує знищення природного середовища.